# Richmond Palace
Il Palazzo di Richmond era una residenza reale sulla riva sud del Tamigi, a 14 km dal Palazzo di Westminster. Fu eretto nel 1501, all'interno del maniero reale di Sheen, da Enrico VII d'Inghilterra, precedentemente conosciuto con il titolo di conte di Richmond. Fu occupata dalla famiglia reale fino al 1649.
Nel 1500, immediatamente prima della costruzione del nuovo palazzo di Richmond, l'anno successivo, la città di Sheen, che si era sviluppata intorno al maniero reale, cambiò il suo nome in "Richmond", per ordine di Enrico VII.

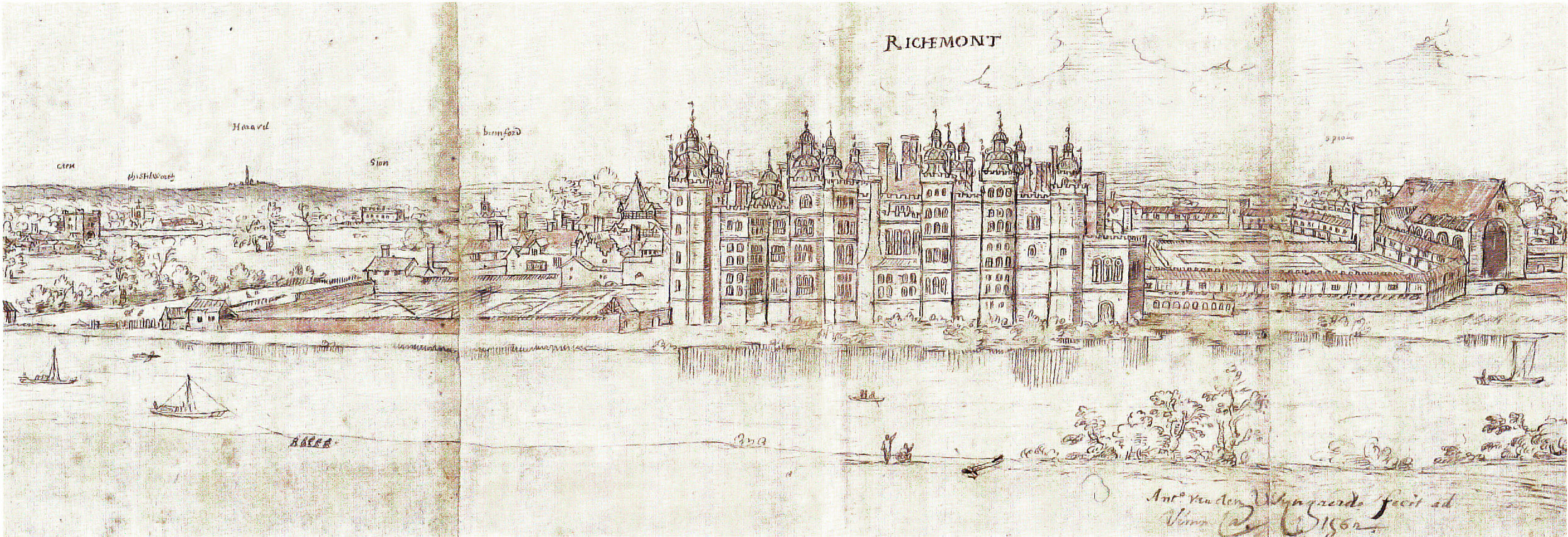
Richmond Palace, disegno di Anton van den Wyngaerde, 1562

## Storia
Enrico I divise il maniero di Sheen dal palazzo reale di Kingston e lo diede in concessione a un cavaliere.
Nel 1299 Edoardo I fece trasferire tutta la sua corte a Sheen, che divenne così il palazzo reale. Il giovane re Edoardo III, salito al trono nel 1327, diede il maniero a sua madre Isabella. Quasi 50 anni più tardi, dopo che sua moglie Filippa morì, Edoardo spese più di 2.000 sterline per ristrutturarlo.
Riccardo II fu il primo re inglese a fare di Sheen la sua residenza principale nel 1383. Lì vi morì la moglie Anna di Boemia. Per quasi 20 anni rimase abbandonato fino a quando Enrico V ne intraprese la ricostruzione, nel 1414.

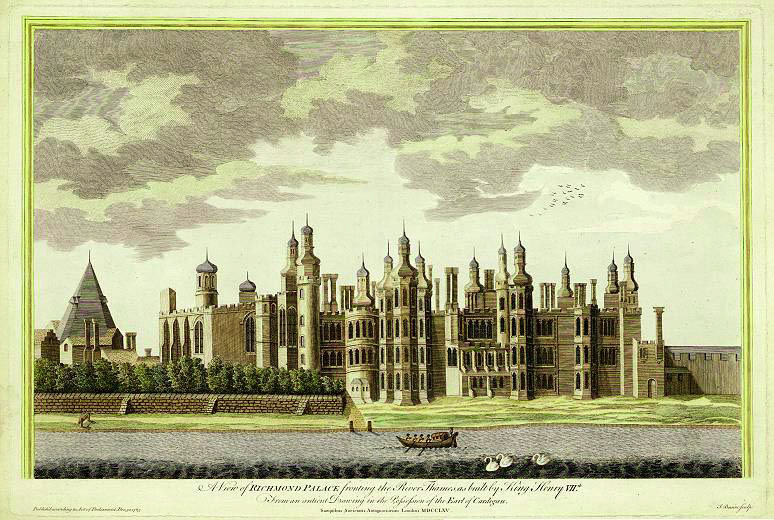
Richmond Palace, incisione di James Basire.

Nel 1492 un grande torneo si tenne presso il palazzo di Enrico VII. Il 23 dicembre 1497 un incendio distrusse la maggior parte degli edifici in legno. Enrico lo fece ricostruire e lo nominò Palazzo di Richmond. Nel 1502 il nuovo palazzo assistette al fidanzamento tra la principessa Margherita, figlia di Enrico VII, e re Giacomo IV di Scozia. Nel 1509 Enrico VII morì nel palazzo.
Più tardi nello stesso anno, Enrico VIII vi celebrò il Natale con la prima delle sue sei mogli, Caterina d'Aragona.
Nel 1533 Richmond divenne la residenza principale della figlia di Enrico, Maria dopo essere stata sfrattata dalla sua precedente residenza di Beaulieu. Maria rimase presso il palazzo fino al dicembre dello stesso anno, quando le fu ordinato di trasferirsi a Casa Hatfield.
Nel 1540 Enrico diede il palazzo alla sua quarta moglie, Anna di Clèves, come parte dell'accordo di divorzio.
Nel 1554 Maria I sposò Filippo II di Spagna. Più tardi, in quello stesso anno, la futura Elisabetta I venne tenuta prigioniera a Richmond su ordine di Maria I.
Una volta che Elisabetta divenne regina trascorse molto del suo tempo a Richmond, dove organizzava battute di caccia al cervo. Elisabetta morì qui il 24 marzo 1603.
Re Giacomo I preferì il Palazzo di Westminster al Palazzo di Richmond, ma suo figlio maggiore, il principe Enrico, fece commissionare opere di idraulica per il giardino progettato da Salomon de Caus e il fiorentino Costantino de Servi, poco prima della sua morte, avvenuta nel 1612. Prima di diventare re, Carlo I iniziò la sua collezione d'arte mentre vi abitava.
A pochi mesi dall'esecuzione di Carlo I, nel 1649, il palazzo di Richmond venne venduto per £ 13.000. Nel corso dei successivi dieci anni fu in gran parte demolito e le pietre furono riutilizzate come materiali da costruzione.

## Curiosità
Questo palazzo è stato uno dei primi edifici nella storia ad essere dotati di lavandini con acqua corrente, invenzione del figlioccio di Elisabetta I, sir John Harington.